# Departament de Huánuco
Huánuco és una regió del Perú. Limita al nord amb les regions de La Libertad i San Martín; a l'est amb les de Loreto, Ucayali i Pasco, que també limita al sud; a l'oest, amb les de Lima i Ancash.

## Divisió administrativa
La regió es divideix en 9 províncies:
- Huánuco
- Ambo
- Dos de Mayo
- Huacaybamba
- Huamalíes
- Leoncio Prado
- Marañón
- Pachitea
- Puerto Inca
- Lauricocha
- Yarowilca